# Klingnau

Klingnau là một đô thị ở huyện Zurzach, bang Aargau, Thụy Sĩ.